# Oboronprom
Corporación Industrial Unida Oboronprom o OPC Oboronprom (en ruso: ОПК Оборонпром) era una sociedad financiera del sector aeroespacial con control mayoritario del gobierno de Rusia. La corporación fue fundada en el año 2002 como respuesta a la pérdida de mercado aeronáutico de empresas rusas en el mercado interior y exterior principalmente. Su principal especialidad era el suministro tanto nacional como en el extranjero de productos y servicios militares, en particular, piezas de repuesto, así como la producción, mantenimiento y reparación de helicópteros y todos los sistemas relacionados.  
Fue uno de los grupos de inversión industrial diversificados más grandes del país en los sectores de ingeniería y alta tecnología, con una producción y servicios valorados en más de un billón de dólares y las empresas subsidiarias en todo el país empleaban a más de cuarenta mil personas.
La corporación industrial unida Oboronprom, parte de la corporación estatal Rostec, dejó de existir a principios de 2018. Las empresas subsidiarias de Helicópteros de Rusia y la United Engine Building (UDK) entre otras muchas, se transfirieron a la gestión directa de Rostek.

## Propiedad
En 2008, el control de la empresa estaba dividido en:
- 51.01% gobierno de Rusia
- 31.13% Rosoboronexport
- 15.07% gobierno de la provincia rusa de República de Tataristán
- 2.79% Rostvertol

En 2012, el control había cambiado a:
- 50.24% Rostec.
- 38.44% gobierno de Rusia
- 4.73% RSK MiG.
- 4.41% gobierno de la provincia rusa de República de Tataristán
- 1.81% Rosoboronexport.
- 0.36% Rostvertol.

## Organización
A partir de 2016, Oboronprom tiene participaciones o controla las siguientes entidades: 
- Stankoprom.
- Avtocomponentes.
- United Engine Corporation.
- Helicópteros de Rusia.
- Stankoimport.
- Sant Petersburg OJSC Red October.
- Obras Urales de la Aviación Civil.
- Centro para activos no esenciales OPK Oboronprom.
- Perm Motors - Bienes Raíces.
- Fábrica de construcción de maquinaria Savelovsky.
- Empresa de aviación Arsenyev.
- Planta de helicópteros de Moscú.
- Planta de aviación Ulan-Ude.
- Empresa de producción de construcción de maquinaria Stupino.
- Kamov.
- Planta de helicópteros de Kazan.
- Fábrica de Ingeniería de Moscú.
- Ufa Engine-Building Production Association.
- Motor NPP.
- JSC Kuznetsov.
- Compañía de Servicio de Helicópteros.
- NPO Saturno.
- Klimov.
- Empresa de producción de aviación Kumertau.
- ODK-STAR.
- Aviavigatel.
- Centro de Competencia Tecnológica Palas de motores de turbina de gas.
- Motores UDK-Perm.
- Planta-PM Instrumental.
- Motores REMOS-Perm.
- Railwayman-Perm Motors.
- Metalist - Perm Motors.
- Energetik - Perm Motors.
- Servicio de motor-PM.
- Turbinas de gas ODK.
- Reductores y transmisiones de aviación - Perm motores.
- PJJ Ummels Beheer BV.
- ODK Gas Turbines BV.
- Samara metalista.
- Volzhsky Diesel lleva el nombre de Maminykh.
- MAG-RT.
- Empresa de servicios LIC.
- Programas internacionales de helicópteros.
- Servicios integrados de helicóptero.
- International RotorCraft Services FZC.
- Complejo de producción de helicópteros Rostov.
- Rostvertol.
- Tecnologías BP.
- Centro de Compras y Logística.
- Oficina de diseño de construcción de motor de Omsk.
- Empresa Gestora Vereiskaya 29.
- Planta de reparación de aviones 12.
- Planta de reparación de aviones 356.
- Planta de reparación de 419 aviones.
- Planta de reparación de 150 aviones.
- Planta de reparación de aviones 810.
- Planta de reparación de aviación 218.
- Planta de reparación de aeronaves Aramil.
- Planta de reparación de aviones 570.
- Planta de reparación de aviones 712.
- Centro de Investigación y Producción para la Construcción de Turbinas de Gas Salyut.
- Planta óptica y mecánica Kazan.

## Helicópteros de Rusia
Helicópteros de Rusia fue creado en 2007 como subsidiaria de la corporación Oboronprom. En 2016, unos 8.500 helicópteros rusos eran operados en más de un centenar de países y la empresa estimaba su cuota de mercado en un 85 por ciento en Rusia y un 14 por ciento a escala global.
- Kamov Ka-27
- Kamov Ka-31
- Kamov Ka-52
- Kamov Ka-62
- Kamov Ka-226
- Kazan Ansat
- Mil Mi-8
- Mil Mi-17
- Mil Mi-24
- Mil Mi-26
- Mil Mi-28
- Mil Mi-34
- Mil Mi-38
- Mil Mi-54
- VRT500